# 馬努巴省
馬努巴省 （阿拉伯语：‎）是突尼西亞北部的一個省。面積1,137平方公里，2004年人口335,912人。 首府馬努巴。下分八縣。